# Culcheth and Glazebury
Culcheth and Glazebury ist eine Gemeinde (civil parish) im Nordosten der englischen Unitary Authority Warrington in der Region North West England. Im Jahr 2022 zählte sie 8.597 Einwohner.

## Persönlichkeiten
- Donald Adamson (1939–2024), Historiker